# Oxymyia epacta
Oxymyia epacta är en tvåvingeart som beskrevs av Kertesz 1916. Oxymyia epacta ingår i släktet Oxymyia och familjen vapenflugor. Inga underarter finns listade i Catalogue of Life.